# Salvatore Gristina
Salvatore Gristina (n. Sciara, Palermo, Sicilia, Italia, 23 de junio de 1946) es un arzobispo católico, diplomático, filósofo y canonista italiano. Actualmente desde el 7 de junio de 2002 es el nuevo Arzobispo Metropolitano de Catania y también desde el 19 de enero de 2016 es el nuevo Presidente de la Conferencia Episcopal Siciliana.

## Inicios y formación
Nacido en el municipio italiano de Sciara ("situado en la Región de Sicilia"), el día 23 de junio de 1946. Cuando era joven descubrió su vocación religiosos y decidió ingresar en el Seminario Arquidiocesano de Palermo, donde hizo su formación eclesiástica. También se licenció en Filosofía por la Universidad de estudios de Palermo y en Derecho Canónico por la Pontificia Universidad Lateranense de Roma.

## Carrera diplomática
Finalmente el 17 de mayo de 1970, fue ordenado sacerdote por Su Santidad el Papa Pablo VI y tras su ordenación comenzó a estudiar Diplomacia en la Academia Pontificia Eclesiástica. Una vez terminada su formación superior en 1976, fue enviado como oficial, secretario y auditor de la Nunciatura Apostólica de Costa de Marfil, en 1980 de la Nunciatura de Trinidad y Tobago y en 1983 en la de Brasil.
Cabe destacar que el 24 de julio de 1979, el Papa Juan Pablo II le concedió el título de Prelado de honor de Su Santidad.

## Episcopado

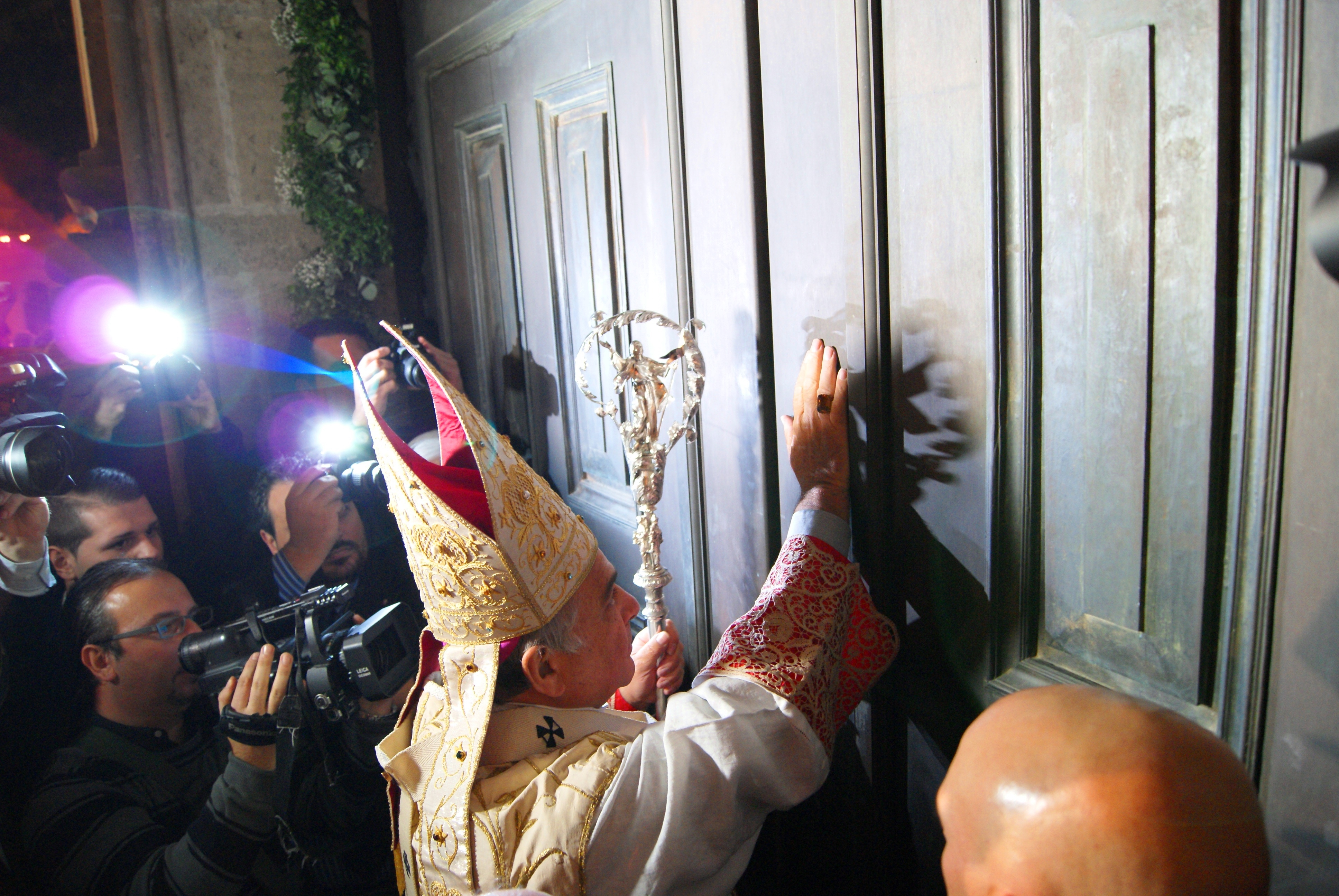
En la apertura del Templo de Santa Bárbara en Paternò.

Ya el 16 de julio de 1992, ascendió al episcopado cuando Juan Pablo II le nombró como Primer Obispo Titular de la antigua Sede de Numidia y como Obispo Auxiliar de la Arquidiócesis de Palermo.
Además de escoger su escudo, se puso como lema, la frase: "In spe resurrectionis" - (en latín).
Recibió la consagración episcopal el 3 de octubre del mismo año, en la Catedral de Palermo, a manos del Cardenal "Monseñor" Salvatore Pappalardo actuando como consagrante principal. Y como co-consagrantes tuvo al Obispo "Monseñor" Vincenzo Cirrincione y al también Cardenal "Monseñor" Jean-Louis Tauran.
Posteriormente el 23 de enero de 1999, fue nombrado Obispo de la Diócesis de Acireale, hasta que desde el 7 de junio de 2002, es el nuevo Arzobispo Metropolitano de Catania, en sustitución de "Monseñor" Luigi Bommarito.
Al mismo tiempo también, desde el día 19 de enero de 2016, es el nuevo Presidente de la Conferencia Episcopal Siciliana, siendo recientemente reelegido en el cargo para poder presidirla durante los próximos años siguientes.

## Condecoraciones
| Condecoramiento                                                     |
| ------------------------------------------------------------------- |
| Prelado de honor de Su Santidad                                     |
| Caballero de la Orden de Caballería del Santo Sepulcro de Jerusalén |